# Keane
Keane este o formație engleză de rock alternativ din Battle, East Sussex, formată în 1997. Din grup fac parte Tim Rice-Oxley (pian, sintizatoare, voce de fundal), Richard Hughes (tobe, percuție, voce de fundal), Jesse Quin (chitară bas, chitară electrică, voce de fundal) și Tom Chaplin (solist, chitară acoustică). Din formație mai făcea parte și fondatorul Dominic Scott, care a părăsit-o în 2001.
Keane a avut succes încă de la debut, cu albumul Hopes and Fears, în 2004. Acesta a câștigat mai multe premii și a fost al doilea cel mai bine vândut album în Marea Britanie în acel an. Cel de-al doilea album de studio, Under the Iron Sea, s-a clasat în locurile fruntașe din topurile din Marea Britanie și a debutat pe locul al patrulea în clasamentul Billboard 200. Cel de-al treilea album, Perfect Symmetry a fost lansat în octombrie 2008. În mai 2008, melodiile Hopes and Fears (numărul 13) și Under the Iron Sea (numărul 8) au fost votate de cititorii revistei Q ca fiind printre cele mai bune albume britanice, cu doar Keane, The Beatles, Oasis și Radiohead având câte două albume în top 20. EP-ul lor, Night Train, a fost lansat în mai 2010. Al patrulea album, Strangeland, a fost lansat în mai 2012, și s-a clasat pe primul loc în UK Albums Chart.
Formația Keane este cunoscută pentru folositea pianului (sau a sintetizatorului) ca instrument principal în locul chitarei, astfel diferențiindu-se de celelalte trupe britanice de muzică rock. Includerea unui efect distorsionat de pian în 2006 și a mai multor sintetizatoare au devenit marcă a muzicii lor care a fost combinată cu sound-ul rock al pianului în primul album și cu cel electronic în cel de-al doilea și al treilea album. De la înființare, formația a vândut mai mult de 10 milioane de albume la nivel mondial.

## Discografie
Albume de studio
- Hopes and Fears (2004)
- Under the Iron Sea (2006)
- Perfect Symmetry (2008)
- Strangeland (2012)

Extended play-uri
- Night Train (EP) (2010)